# Epeorus fragilis
Epeorus fragilis är en dagsländeart som först beskrevs av Gary Scott Morgan 1911.  Epeorus fragilis ingår i släktet Epeorus och familjen forsdagsländor. Inga underarter finns listade i Catalogue of Life.